# Eduardo Cabrita
Eduardo Arménio do Nascimento Cabrita (Barreiro, Barreiro, 26 de setembro de 1961) é um jurista e político português. Foi Ministro Adjunto entre 2015 e 2017 e, Ministro da Administração Interna entre 2017 e 2021.

## Biografia
É licenciado em Direito, menção de Ciências Jurídico-Económicas, pela Faculdade de Direito da Universidade de Lisboa. Desde 1985, pertence aos quadros da Inspeção-Geral de Finanças, como inspetor de finanças.
Entre 1982 e 1988, foi professor de Finanças Públicas e Direito Fiscal na Faculdade de Direito da Universidade de Lisboa. Entre 1984 e 1985, foi adjunto da secretária de Estado da Administração Autárquica do IX Governo Constitucional (governo do Bloco Central), Helena Torres Marques.
Em 1988, Magalhães e Silva, então recém-nomeado secretário adjunto para a Administração e Justiça de Macau, ao formar a sua equipa de trabalho, pediu a António Costa que lhe recomendasse alunos de Direito, sendo Eduardo Cabrita um dos recomendados, juntamente com Diogo Lacerda Machado e Pedro Siza Vieira, seu colega de governo como ministro de Estado, da Economia e da Transição Digital. A estes juntou-se mais tarde Jorge Costa Oliveira, futuro secretário de Estado da Internacionalização. Em Macau, foi também professor da Faculdade de Direito da Universidade local (1988-1990), Perito Permanente da Representação Portuguesa no Grupo de Ligação Conjunto Luso-Chinês sobre a Questão de Macau (1989-1996) e Diretor do Gabinete para a Tradução Jurídica do Governo de Macau (1989-1996).
Entre 1999 e 2002, foi secretário de Estado adjunto do ministro da Justiça, António Costa (futuro primeiro-ministro), no segundo governo de António Guterres. De 2002 a 2005 e de 2009 a 2015, foi deputado à Assembleia da República pelo PS, eleito por Setúbal, tendo sido presidente da Comissão de Orçamento e Finanças entre 2011 e 2015. Entre 2002 e 2006, foi presidente da Assembleia Municipal do Barreiro, sua terra natal, eleito pelo PS.
É casado com Ana Paula Vitorino, que desempenhou o cargo de Ministra do Mar no XXI Governo Constitucional.
A 18 de Outubro de 2017, foi nomeado Ministro da Administração Interna do Governo de António Costa, em substituição da demissionária Constança Urbano de Sousa, sendo substituído no cargo de ministro adjunto por Pedro Siza Vieira. Em Outubro de 2019 voltou a ser nomeado para o cargo de Ministro da Administração Interna do XXII Governo Constitucional da República Portuguesa. Enquanto ministro, esteve envolvido em diversas polémicas, nomeadamente: a morte de um cidadão ucraniano pelas mãos de alguns inspetores do Serviço de Estrangeiros e Fronteiras; conivência com festejos da vitória de um clube de futebol que reuniu milhares de pessoas em período pandémico; a distribuição de golas de proteção antifumo feitas com material inflamável pela Proteção Civil; o alojamento de imigrantes em Odemira no empreendimento turisto ZMar; a formação de longas filas nas eleições presidenciais de 2021; e num acidente com carro em que o ministro viajava que resultou numa vitima mortal.
Esteve envolvido, enquanto passageiro, num acidente, na A6, em que o seu motorista ia a conduzir a viatura, que circulava em excesso de velocidade e que vitimou um trabalhador nas obras de manutenção da autoestrada, de 43 anos, que atravessa a faixa de rodagem naquele momento. Tendo o acidente ocorrido a 18 de junho de 2021, recusou inicialmente demitir-se, referindo que o acidente não deve ser usado para "confrontação política" e que a sua continuação no cargo é da "estrita responsabilidade" do primeiro-ministro, António Costa. Após acusação do motorista do veículo de homicídio por negligência, apresentou a demissão do cargo de ministro da Administração Interna a 3 de dezembro de 2021. Foi substituído no cargo a 4 de dezembro de 2021 por Francisca Van Dunem, em acumulação de funções de ministra da Justiça e da Administração Interna. Reassumiu as funções de deputado à Assembleia da República na XIV Legislatura pelo PS, eleito por Setúbal, a partir de dezembro de 2021 até março de 2022.